# Edison Vasiljevič Denisov
Edison Vasiljevič Denisov (rusky Эдисон Васильевич Денисов, 6. dubna 1929, Tomsk, SSSR – 24. listopadu 1996, Paříž, Francie) byl ruský hudební skladatel, představitel ruské avantgardní hudby 20. století. Je považován za jednu z nejdůležitějších osobností generace po éře Šostakoviče.

## Život
Edison Vasiljevič Denisov se narodil 6. dubna 1929 v Tomsku. Jeho otec, Vasilij Grigorjevič Denisov, byl radiofyzik a jeho matka, Antonina Ivanovna Titova, byla doktorka. Od dětství se zajímal o matematiku, hudbu a malování. Edison se již v dětství naučil hrát na kytaru a mandolínu, a tak sílil jeho vztah k hudbě. Jeho otec zemřel v roce 1940, když mu bylo 11 let. Po smrti svého otce se musel starat o nemocnou babičku a 2 mladší sestry.
V roce 1946 začal studovat na matematicko-fyzikální fakultě Tomské státní univerzity a zároveň hudební školu v Tomsku. Mezi lety 1946–1950 se naučil hrát na několik hudebních nástrojů. V roce 1951 ukončil svá studia v Tomsku a hned na to se začal věnovat hudbě a na popud Dmitrije D. Šostakoviče nastoupil na Moskevskou státní konzervatoř. Během studia na konzervatoři složil operu Voják Ivan (Иван – солдат), která byla ovlivněna ruským folklorem. V díle se projevuje nejen znalost lidových písní, ale i schopnost najít nové cesty k současnému umění.
Po roce 1956 se stal profesorem na Moskevské státní konzervatoři a vyučoval instrumentaci a psaní kompozic. Jeho pedagogická práce měla velký význam pro vývoj sovětské hudby.
V 60. letech byl známý po celém světě, avšak doma čelil silné kritice, jeho práce byla pokládána za temnou a chaotickou.
V roce 1979 byl Denisov zařazen do seznamu Chrennikova sedmička. Skladatelé, kteří neodpovídali kritériím sovětského skladatele byli zařazeni do tohoto seznamu a měli zakázáno vycestovat do zahraničí.
Více než 30 let spolupracoval se zakladatelem divadla Na Tagance Jurijem Ljubimovem, pro kterého skládal hudební a filmovou hudbu.  V roce 1990 se stal ředitelem moskevského Sdružení pro soudobou hudbu.
V poslední letech svého života žil a pracoval ve Francii.

## Dílo
V 60. letech se Denisov zajímal o současnou hudbu v zahraničí. Mezi jeho největší inspirace patřila francouzská, vídeňská hudba a poválečná avantgarda Pierra Bouleze a Karlheinze Stockhausena. Během těchto let se věnoval podrobné analýze děl hudebních skladatelů (např. díla Stravinského, Mahlera, Debussyho anebo Stockhausena), o kterých se na konzervatoři neučili a pomocí těchto analýz zkoušel nové způsoby skládání hudby. A tím byla ovlivněna jeho vlastní tvorba.
Začal experimentovat s technikami dodekafonie a serialismu. Chtěl dosáhnout kompoziční techniky, kde pevné a trvalé struktury interagují s neustále měnícími se melodickými strukturami a první takovou prací byla Le Soleil des Incas (1964) (Slunce Inků).
V 70. letech napsal sérii instrumentálních koncertů (klavírní, flétnový, houslový). Mimo dodekafonie Denisov začal používat prvky elektronické hudby či nové techniky hraní. Mnoho jeho koncertů bylo složeno zejména pro západní umělce, včetně saxofonisty Jean-Marie Londeixe, hobojisty Heinze Hollingera, klarinetisty Eduarda Brunnera a flétnisty Aurèle Nicoleta.
V 80. letech pokračoval v psaní koncertních kompozic, v tomto období vznikla jedno z jeho nejdůležitějších děl, a to Pěna dní (Пена дней, 1981) – premiéra 1986. Denisov volně kombinoval různé techniky a v jeho tvorbě se výrazněji objevovala ruská lidová hudba. V pozdních 90. letech Denisov napsal Histoire de la vie et de la Mort de Notre Seigneur Jésus Christ (Život a smrt našho Pána Ježíše Krista, 1992) a Morgentraum (Ranní sen, 1993), v nichž se projevilo téma náboženství.

### Opery
- Pěna dní (L'écume des jours, Пена дней, 1981)
- Čtyři dívky (Les quatre filles, Четыре девушки, 1986)

### Balet
- Zpověď (Исповедь, 1984)

### Symfonie
- Symfonie pro dva smyčcové orchestry a bicí nástroje (Симфония для двух струнных оркестров и ударных, 1962)
- Komorní symfonie č. 2 (Камерная симфония № 2, 1994)

### Koncerty
- Koncert pro flétnu, hoboj, klavír a bicí nástroje (Концерт для флейты, гобоя, фортепиано и ударных, 1963)
- Koncert pro klavír a orchestr (Концерт для фортепиано с оркестром, 1974)
- Paganiniho Caprice č. 5 pro housle a smyčcové nástroje (Пять каприсов Паганини для скрипки и струнных, 1985)

### Díla pro hudební instrumenty a pěvecké sbory
- Znaki na bělom (Знаки на белом, 1974)
- Sonáta pro housle sólo (Соната для скрипки соло, 1978)
- Dvě skladby pro flétnu sólo (Две пьесы для флейты соло, 1983)
- Sonáta pro altový saxofon a violoncello (Соната для альт-саксофона и виолончели, 1996)
- Rekviem pro soprán, tenor, sbor a orchestr podle veršů Francisca Tancera a liturgických textů (Реквием для сопрано, тенора, хора и оркестра на стихи Франциско Танцера и литургические тексты, 1980)

### Ocenění a řády
- 1986 Řád umění a literatury (Ordre des Arts et des Lettres)
- 1989 Zasloužilý umělec RSFSR
- 1994 Lidový umělec Ruské federace